# Wybory do Parlamentu Europejskiego w Hiszpanii w 2004 roku
Wybory do Parlamentu Europejskiego w Hiszpanii w 2004 roku zostały przeprowadzone 13 czerwca 2004. Hiszpanie wybrali 54 przedstawicieli do Parlamentu Europejskiego VI kadencji (o 10 mniej niż w poprzednich wyborach). Frekwencja wyborcza wyniosła 45,14%.

## Wyniki wyborów
| Partia                                                   | Głosy      | Głosy | Głosy  | Mandaty | Mandaty | Mandaty |
| Partia                                                   | Liczba     | %     | Zmiana | Liczba  | Zmiana  |         |
| -------------------------------------------------------- | ---------- | ----- | ------ | ------- | ------- | ------- |
| Hiszpańska Socjalistyczna Partia Robotnicza (wraz z PSC) | 6 741 112  | 43,46 | +8,13  | 25      | +1      |         |
| Partia Ludowa (wraz z UPN)                               | 6 393 192  | 41,21 | +1,47  | 24      | –3      |         |
| Galeusca – Narody Europy (CiU, PNV, BNG i inne)          | 798 816    | 5,15  | –0,93  | 2       | –3      |         |
| Zjednoczona Lewica (wraz z ICV i innymi)                 | 643 136    | 4,15  | –1,62  | 2       | –2      |         |
| Europa de los Pueblos (ERC, EA i inne)                   | 380 709    | 2,45  | –0,45  | 1       | –       |         |
| Koalicja Europejska (CC, PAR, PA, UV i inne)             | 197 231    | 1,27  | –1,93  | 0       | –2      |         |
| Pozostali                                                | 263 072    | 1,70  |        | 0       | –1      |         |
| Głosy puste                                              | 95 014     | 0,61  |        |         |         |         |
| Głosy ważne                                              | 15 512 282 | 100   |        | 54      | –10     |         |
| Głosy nieważne                                           | 154 209    |       |        |         |         |         |
| Razem                                                    | 15 666 491 |       |        |         |         |         |